# 加利馬昭
加利馬昭，是台灣卑南族石生系統中的一個傳說人物，殺死了自己的親屬並因此禍及子孫。

## 身世
加利馬昭是射馬干部落始祖杜姑和排灣族丈夫馬拉斯的兒子，妻子則是舅舅西哈西浩的孫女拉若（Ranao），因為傳統卑南族社會為母系社會，丈夫從妻居，因此他在結婚後來到了知本部落生活。

## 傳說

### 弑親
某一天，當拉若的弟弟畢少（Pisao）去部落西邊收稅回來、並且在路上停下來整理徵收到的珍珠時，加利馬昭發現到他，兩人因為供品的分配方式而起了衝突（疑似畢少分配不公），結果畢少被加利馬昭當場打死，屍體則被埋在土中。

### 調查
後來族人查覺到畢少失蹤後，沿著他去收稅的方向追查，卻苦無線索，後來他們在加利馬昭殺死畢少的地方休息時，提議用海上漂來的木炭畫個圓圈作為箭靶來比賽射箭，加利馬昭一開始因為不明原因而拒絕，但後來還是參加，並且得到了第一名，但他在驕傲之餘卻不小心透漏了自己知道當時行蹤成謎的畢少的死訊（聲明世界上已經沒有人能在射箭上勝過自己），被族人起了疑心，接著又發現他坐的蓆子和刀鞘上沾有不明的血跡，加利馬昭因此被定罪。

### 審判
原本拉若家族和親戚家的男性都對加利馬昭相當憤怒，打算殺死他，但當時已經懷孕的拉若卻死抱著加利馬昭不讓他們動手，而且與輿論上部落的族人更支持加利馬昭、不希望他被殺，加利馬昭因此逃過一劫。但他卻受到了上天的懲罰，拉若生下的女兒卡拉露天生就是瞎子、眼睛無法睜開（另有說法是天生與其他族人不同的單眼皮）。

## 研究
加利馬昭的傳說很有可能反應了過去卑南族社會中的審判與罰則制度。